# Keith Hunter Jesperson
Keith Hunter Jesperson (Chilliwack, 6 de abril de 1955) é um assassino em série canadense-americano que matou pelo menos oito mulheres nos Estados Unidos durante o início dos anos 1990. Ficou conhecido como "Happy Face Killer" porque desenhava rostinhos sorridentes em muitas de suas cartas para a imprensa e autoridades. Muitas de suas vítimas eram profissionais do sexo e transeuntes desconhecidas. O estrangulamento era seu método preferido de matar, o mesmo que frequentemente usava na infância para matar animais.
Depois que o corpo de sua primeira vítima, Taunja Bennett, foi encontrado, a atenção da mídia caiu sobre Laverne Pavlinac, uma mulher que falsamente confessou ter matado Bennett com a ajuda de seu namorado abusivo, John Sosnovske. Incomodado por não receber atenção da mídia, Jesperson desenhou um rosto sorridente nas paredes de um banheiro público situado a centenas de quilômetros da cena do crime e escreveu uma carta anônima confessando o assassinato de Bennett, fornecendo provas. Não obtendo nenhuma resposta com isso, começa a escrever cartas para a mídia e às autoridades.
Por fim, o último crime cometido por Jesperson levou à sua captura. Embora tenha confessado ter matado até 185 pessoas, apenas oito assassinatos foram confirmados. Jesperson está atualmente cumprindo uma sentença de prisão perpétua sem possibilidade de condicional na Penitenciária do Estado de Oregon.

## Biografia
Jesperson nasceu em 1955, filho de Leslie(Les) e Gladys Jesperson em Chilliwack, Colúmbia Britânica, Canada, filho do meio, tendo dois irmãos e duas irmãs. Seu pai era alcoólatra e autoritário; de acordo com Jesperson, seu avó paterno era propenso à violência. O pai de Jesperson negou ser um pai abusivo; contudo, enquanto buscava informações para o seu livro sobre o serial-killer, o autor Jack Olsen pôde confirmar com outros membros da família muitos dos abusos alegados.
Tratado como um pária por sua própria família e zombado por outras crianças por ser alto demais para sua idade, Jesperson foi uma criança solitária, que demonstrava gosto em torturar e matar animais. Depois de mudar-se para Selah, Washington, Estados Unidos, teve dificuldades em adaptar-se e fazer amigos por causa de sua alta estatura. Seus irmãos não o ajudaram, ao invés disso o apelidaram de "Igor" ou "Ig", um apelido que persistiu durante todo o seu tempo de escola. Por causa disso, Jesperson era uma criança tímida, satisfeito em brincar consigo mesmo a maioria do tempo. Sempre metia-se em confusão por comportar-se mal, às vezes de modo violento, e era severamente punido por seu pai. Isto incluía espancamento, às vezes com um cinto em frente aos outros, e em uma ocasião foi eletrocutado.
Desde muito cedo - por volta de cinco anos de idade - Jesperson capturava e torturava animais. Gostava de ver os animais matarem-se uns aos outros bem como da sensação que tinha de matá-los. Isto continuou a medida que crescia. Jesperson capturava pássaros, gatos e cachorros de rua ao redor do estacionamento de trailers onde morava com sua família, espancando-os severamente e estrangulando-os até a morte, algo pelo qual - segundo ele- seu pai orgulhava-se. Nos anos seguintes, Jesperson disse que pensava frequentemente sobre como seria fazer o mesmo com humanos.
Este desejo manifestou-se em duas tentativas de homicídio. A primeira aconteceu quando Jesperson estava por volta dos 10 anos, quando era amigo de um garoto chamado Martin. Os dois frequentemente envolviam-se em problemas, e Jesperson alegava que era muitas vezes punido porque Martin sempre lhe transferia a culpa de tudo. Isto levou Jesperson a atacar Martin violentamente até que seu pai impedi-o. Mais tarde  alegou que sua intenção era  matar o garoto. Aproximadamente um ano depois, Jesperson estava nadando em um lago quando outro garoto segurou-o embaixo d'água até ele desmaiar. Algum tempo depois, numa piscina pública, Jesperson tentou afundar o garoto segurando sua cabeça embaixo d'água até o salva-vidas interrompê-lo.
Jesperson alegou ter sido estuprado aos 14 anos. Formou-se no Ensino Médio em 1973, mas não entrou na faculdade porque seu pai não acreditava que conseguisse. Embora não tenha sido bem-sucedido com as garotas no Ensino Médio, tendo nunca frequentado um baile de dança ou sua formatura, Jesperson deu início a um relacionamento após o ensino médio. Em 1975, quando Jesperson tinha 20 anos, casou-se com Rose Hucke. O casal teve três flhos: duas garotas e um garoto. Jesperson trabalhava como motorista de caminhão para sustentar a família.
Vários anos depois, Hucke começou a suspeitar que Jesperson estava tendo algum affair quando mulheres estranhas ligavam para ele. A tensão no casamento aumentava, e depois de quatorze anos, embora Jesperson estivesse na estrada, Hucke empacotou seus pertences e os das crianças e dirigiu 200 milhas para viver com seus pais em Spokane, Washington. A filha mais velha, Melissa, tinha dez anos de idade. Jesperson continuou a passar um tempo com as crianças esquanto estava na cidade. O casal divorciou-se em 1990.
Aos 35 anos, com 2.01 m de altura e pesando aproximadamente 116 kg, Jesperson começou a trabalhar para atingir o seu objetivo de entrar para a Real Polícia Montada do Canadá, mas um ferimento sofrido durante o treino pôs fim ao seu esforço. Então procurou de novo trabalho como motorista interestadual de caminhão depois de retornar para Cheney, Washington. Jesperson logo percebeu que este trabalho oferecia-lhe a oportunidade de matar sem levantar suspeitas.

## Vítimas

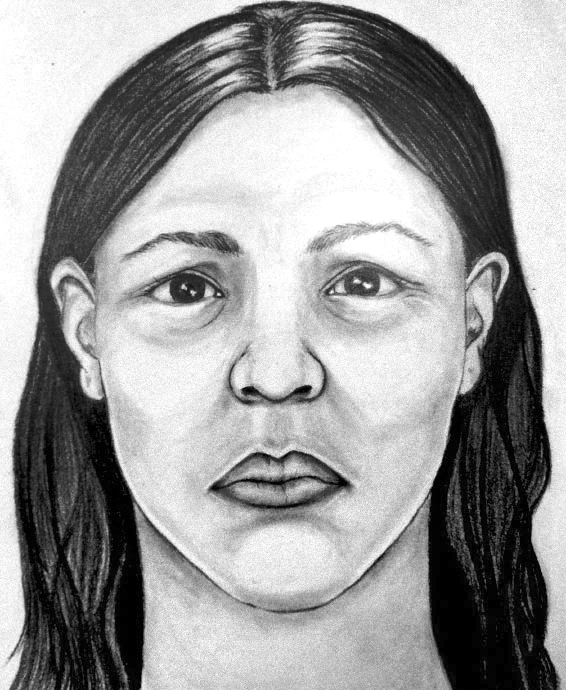
Reconstrução facial da mulher não identificada encontrada em 1993, que, afirmou Jesperson, chamava-se "Carla" ou "Cindy". Ela foi identificada como Patricia Skiple, de 45 anos, em 2022.

A primeira vítima conhecida de Jesperson foi Taunja Bennet em 21 de janeiro de 1990, perto de Portland, Oregon, Estados Unidos. Apresentou-se para Bennett em um bar e convidou-a para uma casa que  tinha alugado. Depois de brigar com Bennett, estrangulou-a até a morte com suas mãos e descartou seu corpo.
Em 30 de agosto de 1992, o corpo até agora não identificado de uma mulher que Jesperson estuprou e estrangulou foi encontrado perto de Blythe, California, Estados Unidos. Jesperson dá o nome da vítima de Claudia. Um mês depois, em Turlock, California, o corpo de Cynthia Lyn Rose foi descoberto. Jesperson alega que Rose era uma profissional do sexo que entrou no seu caminhão enquanto ele  dormia. Sua quarta vítima também era profissional do sexo , Laurie Ann Pentland de Salem, Oregon, cujo corpo foi encontrado em Novembro de 1992. De acordo com Jesperson, Pentland tentou dobrar o preço do serviço estabelecido para o sexo. Ela ameaçou chamar a polícia, daí a estrangulou.
Jesperson matou sua próxima vítima em Junho de 1993 em Santa Nella, California. Ela foi anteriormente uma vítima não identificada depois identificada como Patricia Skiple, que, segundo ele, chamava-se "Carla" ou "Cindy". A polícia a princípio considerou overdose como causa de sua morte. Em setembro de 1994, outra vítima não identificada foi encontrada em Crestview, Florida. Segundo Jesperson seu nome era Susanne.
Jesperson foi preso em 30 de março de 1995 pelo assassinato de Julie Winningham. Ele foi questionado pela polícia uma semana antes, mas eles não tinham base para prendê-lo, já que recusou-se a falar. Nos dias seguintes, Jesperson percebeu que certamente iria ser preso e depois de duas tentativas de suicídio entregou-se esperando que disso resultasse leniência durante sua sentença. Enquanto estava em custódia, Jesperson começou a revelar detalhes de seus assassinatos e reivindicar a autoria de muitos outros, muito dos quais ele depois retratou-se. Alguns dias antes de ser preso, escreveu uma carta para seu irmão na qual confessou ter matado oito pessoas dentro do curso de cinco anos. Isto levou muitas agências políciais  de vários estados a reabrirem casos antigos, muitos dos quais foram considerados possíveis vítimas de Jesperson.
Embora Jesperson em certo ponto alegou ter feito 185 vítimas, apenas oito mulheres assassinadas em Washington, Oregon, California, Florida, Nebraska, e Wyoming foram confirmadas. Está cumprindo três penas consecutivas de prisão perpétua na Penitenciária do Estado de Oregon na cidade de Salem. Em setembro de 2009, Jesperson foi indiciado no Condado de Riverside, na Califórnia , por acusações de homicídio; foi extraditado em dezembro de 2009. Foi condenado por outro homicídio e recebeu uma quarta sentença de prisão perpétua em janeiro de 2010.

## Laverne Pavlinac
No início da investigação do assassinato de Bennet, Laverne Pavlinac leu nos jornais informações a respeito da morte de Bennet e viu nisto a oportunidade para forçar um fim a um longo relacionamento abusivo com o seu namorado, John Sosnovske. Pavlinac arranjou um encontro com os investigadores e deu-lhes uma falsa confissão, utilizando-se de informações que leu no jornal para fornecer uma versão detalhada de como Sosnovske forçou-a a ajudá-lo a estuprar, matar e depois descartar o corpo de Bennet. Pavlinac e Sosnovske foram ambos presos em 5 de março de 1990 e ambos foram condenados por assassinato em 8 de fevereiro de 1991. Para evitar a possibilidade de enfrentar a pena de morte, Sosnovske não contestou. Foi sentenciado a prisão perpétua enquanto que Pavlinac foi condenada a não menos que dez anos, muito mais do que previa. Pavlinac logo admitiu ter inventado a história, mas suas alegações foram ignoradas.
Em janeiro de 1996, mais de cinco anos depois do julgamento, Pavlinac e Sosnovske foram libertados da prisão depois de Jesperson e seu advogado ofereceram sua confissão com evidências convincentes de sua culpa. Ele deu aos policiais a localização da bolsa da vítima. A bolsa não foi encontrada na cena do crime e sua localização foi considerada uma informação que apenas o assassino teria.

## "The Happy Face Killer"
Após o assassinato de Bennett, como toda a atenção iria para Pavlinac e Sosnovske, Jesperson escreveu uma confissão no muro de um banheiro de posto de gasolina e assinou-a com um rostinho sorridente. Quando isso não resultou na atenção que desejava, escreveu cartas para veículos de mídia e departamentos de polícia confessando seus crimes, começando com uma carta de seis páginas para o The Oregonian  na qual revelava os detalhes dos assassinatos. Jesperson assinou cada carta com um rostinho alegre. Isso levou Phil Stanford, o jornalista que trabalhava na época com o caso, a apelidá-lo de "The Happy Face Killer".
.

## A Filha de Jesperson
Em 2008, a filha de Jesperson, Melissa G. Moore, publicou um livro intitulado Shattered Silence: The Untold Story of a Serial Killer's Daughter. Moore conta que viveu com Jesperson até o divórcio de seus pais em 1990 e nota como seu pai era diferente quando ela estava no primário. Sua casa ficava próxima a um pomar de macieiras onde Jesperson matava esquilose gatos de rua que vagavam por perto. Certo dia ela presenciou, horrorizada, seu pai pendurar filhotes de gatos no varal de sua casa. Ela correu para contar a sua mãe, e quando elas retornaram, os filhotes jaziam mortos no chão. Em novembro de 2014, ela escreve um artigo sobre seu pai para a BBC.
Em março de 2018, ela foi destaque em um episódio, intitulado "Put on a Happy Face", da série de crimes reais da Investigation Discovery, Evil Lives Here . Em setembro de 2018, a rede de podcasts HowStuffWorks lançou um programa chamado Happy Face com entrevistas com Melissa sobre sua infância e seu pai. A série teve 12 episódios.
Em junho de 2021, um trailer apareceu no iTunes para um novo podcast sobre crimes reais chamado Life After Happy Face, apresentado por Melissa Moore e pela criminologista forense Laura Pettler.